# 基布耶省
基布耶省（英語：Kibuye Province）是盧安達於2002年至2006年間的12個省之一，2006年1月1日，盧安達政府進行行政區劃之改革，將基布耶省與尚古古省和吉塞尼省合併，創建了新的西部省。